# 李尚銘
李尚銘（1899年—？）是戰前中國、香港兩地政商界人物，國民黨黨員，與汪精衛關係密切。

## 簡歷
李尚銘早年曾任家鄉南海一所學校的校長，以及南海中學、石門中學、南海商會義學校董。他在香港曾擔任香港新界小輪公司總理和南華保險有限公司董事等，並曾獲選為在東華三院（丙寅年）總理。
李尚銘投身中國政界後曾出任國務院諮議、實業部參議。1933年，李尚銘獲國民政府交通部委任為香港中國電報局局長。1936年，赴粵兼任廣東電政管理局局長。他對中港電政貢獻甚多，曾連續數年獲頒二等一級獎章。
1936年，他曾有意參選國民大會，但國民大會的組成隨著抗日戰爭全面爆發而不了了之。1938年，他獲選為中華民國第一屆國民參政會參政員。
抗戰期間，他在汪精衛政權下出任僑務委員等政職。李尚銘因在戰時出任汪精衛政權並與日方勾結而身敗名裂。1946年，他被廣東高等法院判處無期徒刑，禠奪公權終身，充公所有財產。

## 個人生活
李尚銘是香港當押大王李右泉之次子，祖籍廣東南海。他對國學有所研究，亦是一名古畫收藏家。戰前，他與父親出任學海書樓的董事，亦在香港辦過「中華古書畫展覽會」（1926年）。他在戰後鋃鐺入獄後，不少收藏的國畫流落到市場當中。